# Gaye Dell
Gaye Dell (Dorothy Gaye Dell, geb. Murphy; * 22. Oktober 1948) ist eine ehemalige australische Hürdenläuferin, die sich auf die 100-Meter-Distanz spezialisiert hatte.
Bei den Pacific Conference Games 1973 und bei den British Commonwealth Games 1974 in Christchurch gewann sie jeweils Silber.
1976 schied sie bei den Olympischen Spielen in Montreal im Vorlauf aus.
Viermal wurde sie Australische Meisterin über 100 m Hürden (1973–1976) und dreimal über 200 m Hürden (1973–1975). Ihre persönliche Bestzeit über 100 m Hürden von 13,33 s stellte sie am 29. Januar 1974 in Christchurch auf. Handgestoppt erzielte sie am 17. Januar 1976 in Melbourne 13,2 s.
Nach ihrer sportlichen Karriere wurde sie Autorin und Illustratorin von Kinderbüchern.